# Paul Kantner
Paul Lorin Kantner, född 17 mars 1941 i San Francisco, Kalifornien, död 28 januari 2016 i San Francisco, Kalifornien, var en amerikansk rocksångare och gitarrist.
Paul Kantner var gitarrist och sångare i Jefferson Airplane från starten 1965 fram till början av 1970-talet då gruppen fallit sönder. Kantner träffade Grace Slick, som tillsatts som sångerska kort efter bildandet av Jefferson Airplane, och inledde ett flerårigt förhållande med den då gifta Slick. De fick ett gemensamt barn 1971, China Kantner, nu känd skådespelerska), samma år som Grace Slick skilde sig från sin första man Gerald ("Jerry") Slick.
År 1974 startade han tillsammans med henne fortsättningen på Jefferson Airplane, med namnet Jefferson Starship. Han hade tidigare använt namnet på sitt soloalbum Blows Against the Empire. På 1980-talet släppte han soloalbumet Planet Earth Rock and Roll Orchestra och spelade i den kortlivade gruppen KBC Band, för att på 1990-talet göra återföreningsturner med både "The Airplane" och "The Starship".
Paul Kantner avled 28 januari 2016, samma dag som Signe Anderson (tillsammans med Kantner en av de ursprungliga medlemmarna i Jefferson Airplane) avled.

## Diskografi
Huvudartiklar: Jefferson Airplane och Jefferson Starship.
- 1970 – Blows Against the Empire
- 1971 – Sunfighter (Paul Kantner & Grace Slick)
- 1973 – Baron von Tollbooth and The Chrome Nun (Paul Kantner, Grace Slick & David Freiberg)
- 1983 – Planet Earth Rock and Roll Orchestra
- 1996 – A Guide Through the Chaos
- 2011 – Live at the Great American Music Hall (Paul Kantner & Marty Balin)